# Schutzkontakt

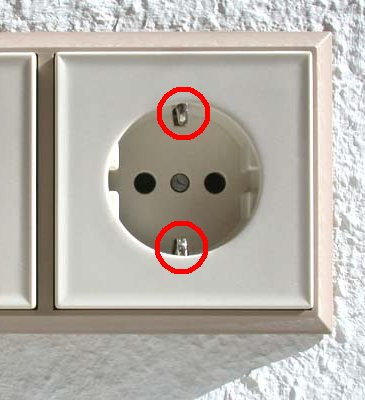
Die Schutzkontakte einer Schuko-Steckdose

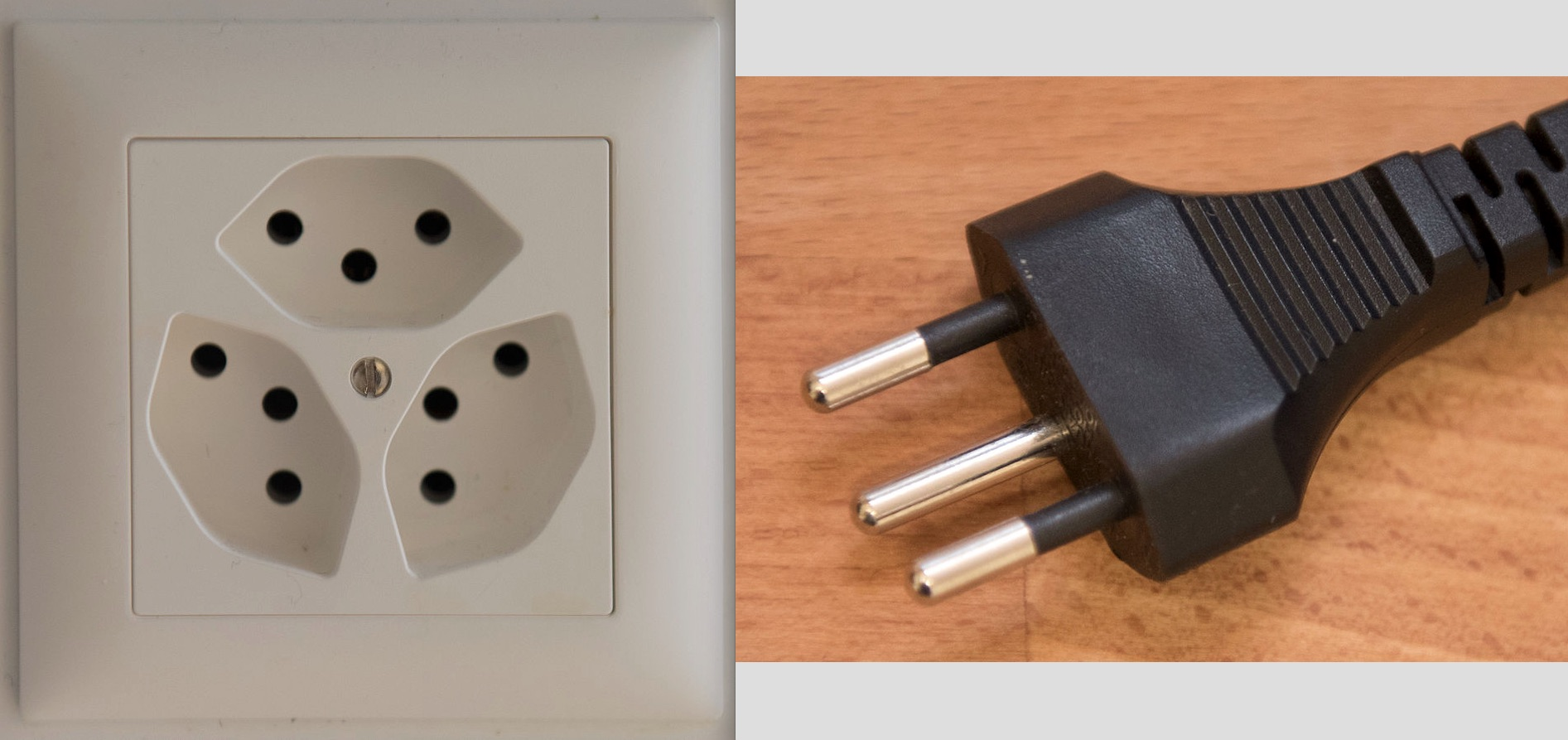
Der mittlere Pol des in der Schweiz verwendeten SN-441011-Steckers ist der Schutzkontakt

Ein Schutzkontakt ist ein für den Schutzleiter (PE) vorgesehener Kontakt eines Steckverbinders. Er ermöglicht zusammen mit der Verwendung einer mindestens dreiadrigen Anschlussleitung die Verbindung beweglich angeschlossener elektrischer Geräte mit einem Schutzleiter.
Gehäuse ortsfest installierter Geräte (z. B. Herd, Boiler, Waschmaschine) können durch einen separaten, fest verlegten Schutzleiter geerdet werden. Bei beweglichen Geräten, die nicht durch andere geeignete Schutzmaßnahmen wie beispielsweise Schutzisolierung gesichert sind, muss außer der Stromzuführung auch der Schutzleiter in der Anschlussleitung mitgeführt werden, die daher mindestens drei Adern hat.
Die Schutzerdung solcher Geräte erfolgt durch den Anschluss der Leitung an eine entsprechende Steckdose, die außer den Buchsen für Außenleiter und Neutralleiter zusätzlich einen Kontakt oder Buchse enthält, der mit dem Schutzleiter verbunden ist.
Wenn die Verbindung eines für Schutzerdung vorgesehenen metallischen Gerätegehäuses mit der Erde an irgendeiner Stelle unterbrochen wird, ist der Schutz nicht mehr gegeben. Dies ist auch dann der Fall, wenn an der Steckdose kein Schutzleiter angeschlossen ist oder ein Netzanschlusskabel ohne Schutzleiter benutzt wird.
Früher wurde häufig auch eine Nullung des Schutzkontaktes ohne Schutzleiter durchgeführt (Klassische Nullung). Dies ist bei Um- und Neubauten in den deutschsprachigen Ländern nicht mehr zulässig.
Beispiele für Stecksysteme mit Schutzkontakt sind:
- Schuko (Abkürzung für Schutzkontakt)
- Perilex (veraltet)
- CEE-Drehstromsteckverbinder
- IEC-60906-1-Flachstecker

Merkmale von Schutzkontakten sind:
- voreilend, das heißt, er verbindet beim Stecken zuerst und trennt beim Lösen zuletzt
- Stromtragfähigkeit mindestens wie übrige Steckerpole
- Berührungsschutz nicht erforderlich